# کولبین سیگپورسون
کولبین سیگپورسون (ایسلندی: Kolbeinn Sigþórsson؛ زادهٔ ۱۴ مارس ۱۹۹۰) بازیکن فوتبال اهل ایسلند است.

## باشگاهی
از باشگاه‌هایی که در آن بازی کرده‌است می‌توان به آزد، آژاکس، نانت، گالاتاسرای و ای‌آی‌کی اشاره کرد.

## تیم ملی
وی همچنین در تیم ملی فوتبال ایسلند بازی کرده‌است.